# Perukhorn
Perukhorn är resultatet av en sjuklig hormonförändring hos framförallt rådjur. Det innebär att rådjuret inte skaver av och tappar den tunna basthud som täcker hornen på våren. I stället sitter skinnet kvar och hornen förblir mjuka. Bocken tappar inte heller sina horn på vintern som friska bockar, utan hornen fortsätter att växa mer och mer för varje år. 
Hjortdjurens horncykel regleras av ett samspel mellan tillväxthormon och könshormon. Vid (sjukliga) förändringar i någon av djurets hormonproducerande organ – hjärnbihanget, sköldkörtel, binjurar eller testiklar - kan detta samspel rubbas, med resultatet att basthornen tillväxer okontrollerat. Både råbock (handjur) och råget (hondjur) kan drabbas av perukhorn.
Perukhorn ses ofta som en buskig, oformliga hornmassa och kan lägga sig som en stor mössa över både ögon och öron.